# Bazilică

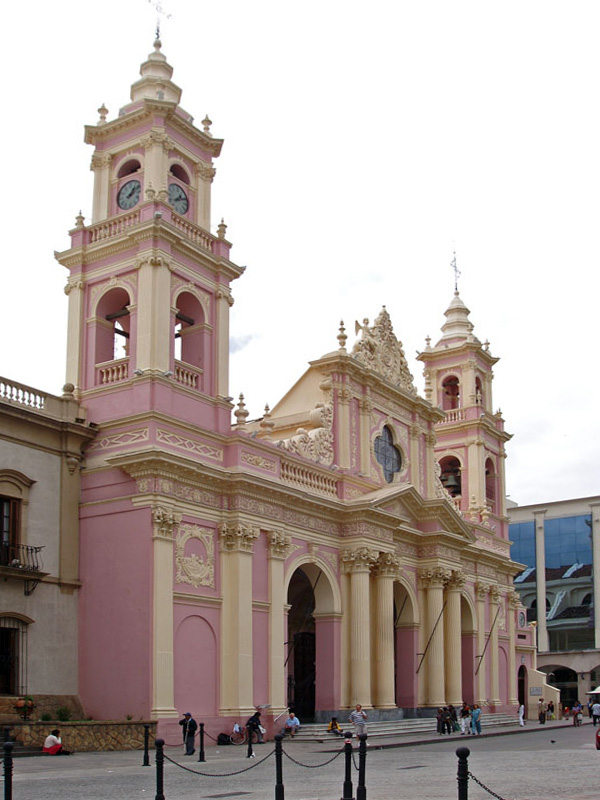
Bazilică

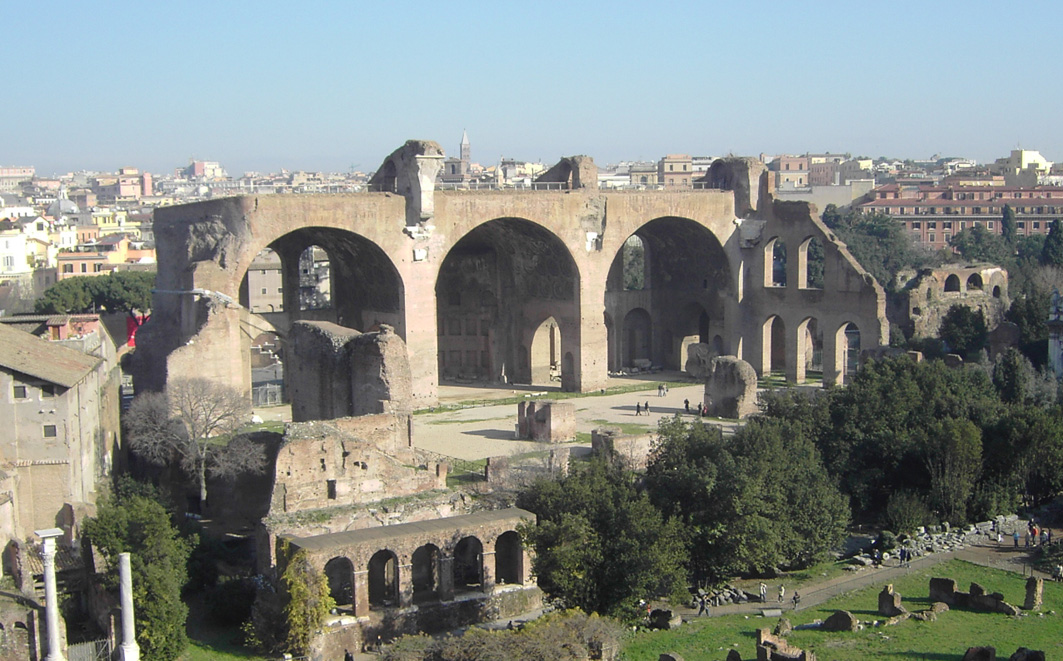
Ruinele bazilicii lui Maxentius

Bazilica (grec. bazilike - sală regală, lat. basilica domus) este o construcție de foarte mari dimensiuni, de plan rectangular și în care au loc adunări publice, se desfășoară judecăți, procese, piețe, sau târguri, ședințele Senatului. Prima bazilică a fost construită în anul 184 î.Hr.
În timpul creștinării, mai ales în perioada romană, termenul a început să fie utilizat în mod deosebit de Biserica creștină timpurie, pentru edificii religioase. Deobicei acest termen este utilizat pentru a desemna bisericile romano-catolice vechi sau foarte importante. Bazilicile sunt de două categori: bazilici majore (basilica maior) și bazilici minore (basilica minor).
Termenul de bazilică, deci, este folosit pentru a descrie mai multe tipuri de clădire, care inițial au fost gândite pentru rosturi și semnificații total diferite. Prin urmare, în cadrul studiului istoric, cercetătorii arheologi și arhitecți apelează la context pentru a afla mai multe atât despre cum erau utilizate structurile antice, cât și cum erau acestea văzute de către contemporani.

## Plan bazilical
Planul bazilical este tipul de plan bisericesc care se dezvoltă în lungime și se opune astfel planului centrat. Potrivit lui Howard Saalman (Architecture romane. L'architecture européenne entre 600 et 1200, 1963), o bazilică „cuprinde trei sau mai multe nave paralele, cea centrală fiind mai înaltă decât cele care o flanchează. Clădirea este în general iluminată de ferestre străpunse în porțiunea de zid situată deasupra colonadelor care separă nava de culoare. Rândul de ferestre se numește cleristoriu, iar mai rar, clariță.”

## Secțiune transversală bazilicală
Secțiunea transversală bazilicală arată combinația de trei sau cinci nave, nava centrală fiind cea mai înaltă, cu ferestre superioare pe colaterale. Această structură este opusă bisericii tip sală și bisericii cu o singură navă. Structura bazilicală nu se limitează la bisericile cu plan bazilical. Majoritatea bisericilor cu navă bazilicală au un contur cruciform: întretăierea navei centrale și a transeptului le conferă o formă de cruce numită latină.

## Istorie
În primele trei secole, Biserica primară nu a favorizat niciun loc anume pentru închinare. Acestea erau în general seculare și nu publice, deoarece Biserica nu era recunoscută, și, de obicei, domus ecclesiae erau în locuințe private simple, folosite ocazional sau periodic pentru cultul creștin. Din aceste locuințe au apărut treptat clădirile ecleziastice, marcate de o organizare elaborată a spațiilor liturgice și a locurilor de devoțiune, puse la dispoziția comunității creștine de către membrii săi mai înstăriți și plasate sub supravegherea unui episcop (din grecescul Επίσκοπος / episkopos, care înseamnă „supraveghetor”).

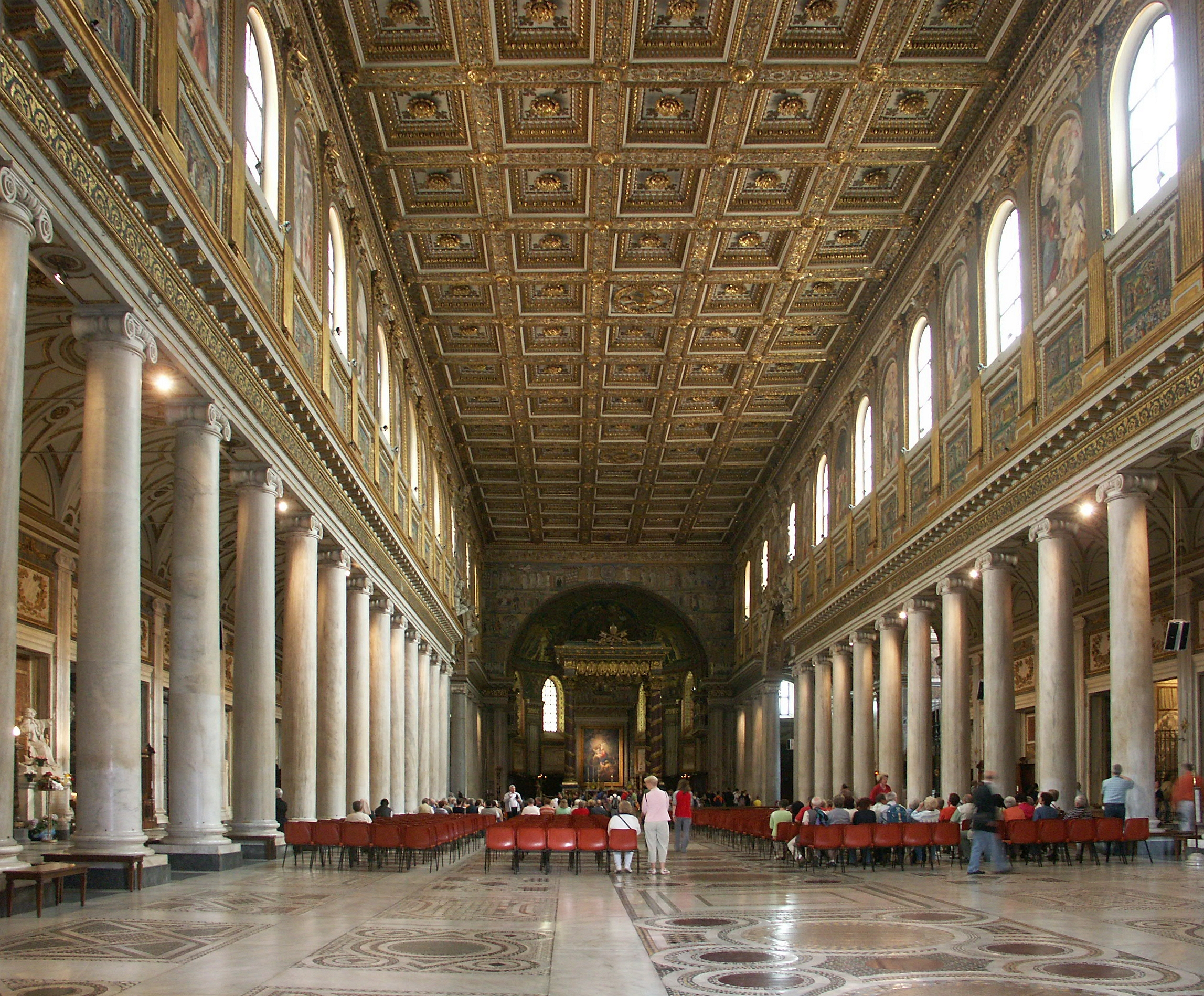
Interior al Bazilicii Santa Maria Maggiore din Roma, una dintre cele mai mari și mai bine conservate bazilici cu arhitectură paleocreștină din secolul al V-lea (Imperiul Roman Târziu). În nava centrală, coloanele, zidurile, ferestrele și majoritatea mozaicurilor cu fond de aur sunt de epocă (deși plafonul, solul și o parte din decor au fost refăcute în timpuri mai recente, iar jumătate dintre ferestre au fost astupate pentru a face loc picturilor cum ar fi cele de pe culoare, făcând bazilica mult mai puțin luminoasă decât era inițial).

Începând cu secolul al IV-lea, religia creștină a devenit legală în Imperiul Roman prin Edictul de la Milano (313). Ca urmare, creștinii au putut construi ecclesia (de unde derivă termenii din italiană, chiesa, din franceză, église, din spaniolă, iglesia, din portugheză, igreja..., cu sensul de „biserică”, acest cuvânt însemnând adunarea credincioșilor, dar și clădirea în care se adună credincioșii. De notat faptul că în română, a fost moștenit cuvântul biserică, din Lat. basilica), edificii publice în care se puteau aduna credincioșii. În acea perioadă, era nevoie de sanctuare mai mari pentru a face față creșterii rapide a numărului de creștini. Arhitecții Imperiului Roman Târziu au trebuit să aleagă dintre modelele romane tipul de clădire cel mai potrivit pentru liturghia creștină. Alte criterii au determinat opțiunile lor, legate atât de opțiuni individuale sau funcționale, cât și de diferite niveluri simbolice, care decurg din asimilarea culturilor antice. În general, nu se pune problema folosirii formei templului roman, simbol al religiei păgâne, în care ceremoniile se desfășoară în exterior, cu cella rezervată statuii divinității.
Abordarea adoptată a fost aceea de a construi două tipuri de clădiri: prima, cu plan central, era în general rezervată încăperilor cu funcții speciale, mausoleelor, baptisteriilor sau martyria; cea de-a doua, destinată Sinaxei euharistice, se baza pe planul bazilicilor civile romane folosite pe lungime (o navă cu trei, cinci, șapte sau chiar nouă vase paralele și una sau două abside). Planul absidei a fost ales în special datorită dreptunghiului constitutiv al navei, care poate găzdui masa de credincioși, și este asociat cu unul dintre capetele sale și excepționalelor sale calități acustice, această parte semicirculară reflectând sunetul spre tunelul format de planul bazilicii, care împiedică dispersarea sunetului. Umanistul Leon Battista Alberti a fost primul care a scris că bazilica religioasă este o copie a bazilicii civile romane.
Cu toate acestea, unii cercetători au văzut în bazilica creștină timpurie o răsturnare tipologică a templului antic, cu coloane care se mută din exterior în interior, iar zidul se mută din interior în exterior. Michael Milojevic a identificat peste trei sute de situri în care templele păgâne au fost creștinate, în general într-un context de violență religioasă sau într-un spirit de cucerire a spațiului.
Planul bazilical cu transept și nave laterale, care avea să se răspândească în arhitectura creștină, este o combinație între aceste bazilici cu mai multe nave și un element care nu se regăsește în bazilicile romane, transeptul, care conferă clădirii forma caracteristică de cruce latină, simbol al Patimilor lui Cristos și al Bisericii. Planul bazilical, cu formula absidei cu deambulatoriu, provine de la martyria, al căror plan circular se găsește la nivelul acestei galerii înconjurate de capele radiante atașate absidei.

## Artă paleocreștină și artă bizantină

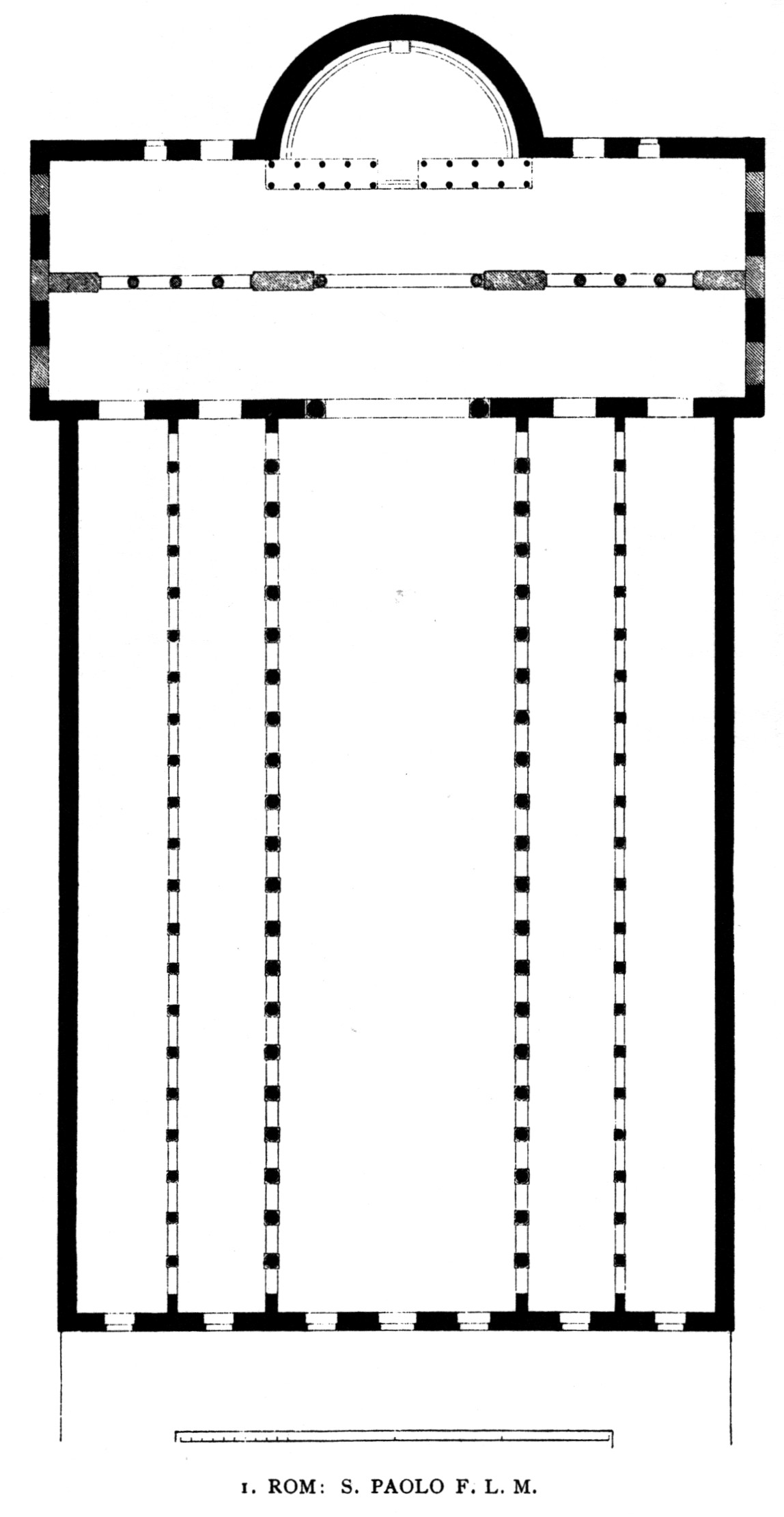
Bazilica Sfântul Paul din afara Zidurilor din Roma, cu transept, dar fără încrucișare

O bazilică este o biserică la care poate să lipsească transeptul. Cea mai frecventă definiție a ceea ce este cunoscut sub numele de „plan basilical” în arhitectura creștină timpurie este o biserică cu trei, uneori cinci sau mai multe nave paralele, separate de rânduri de coloane de marmură sau arcade, cu o navă centrală care este mult mai mare și mai înaltă decât cele laterale. Nava centrală duce la absida principală din spatele bisericii. Acest plan, care a existat încă de la început, avea să rămână cel mai prestigios, evoluând de-a lungul istoriei arhitecturii creștine. Bazilica este forma primitivă și fundamentală a templului creștin. Spre deosebire de bazilica civilă romană, în ea se intră prin latura mică (frontonul) de la un capăt, și nu prin laturile lungi. Credinciosul este astfel condus să intre și să meargă de-a lungul templului, drumul său fiind delimitat și ghidat de colonade până la absidă, locul cel mai sacru al bisericii. În general, spațiul este conceput pentru a fi suficient de mare pentru a găzdui comunitatea creștină din oraș sau din district. Această orientare a clădirii a fost inspirată de templele greco-romane, dar credinciosul păgân era lăsat în pragul templului, al cărui spațiu interior era prea mic pentru a găzdui mulțimea. Adesea, un arc de triumf separă nava de absidă, între care poate fi introdus un transept. 

### Planul obișnuit al edificiului

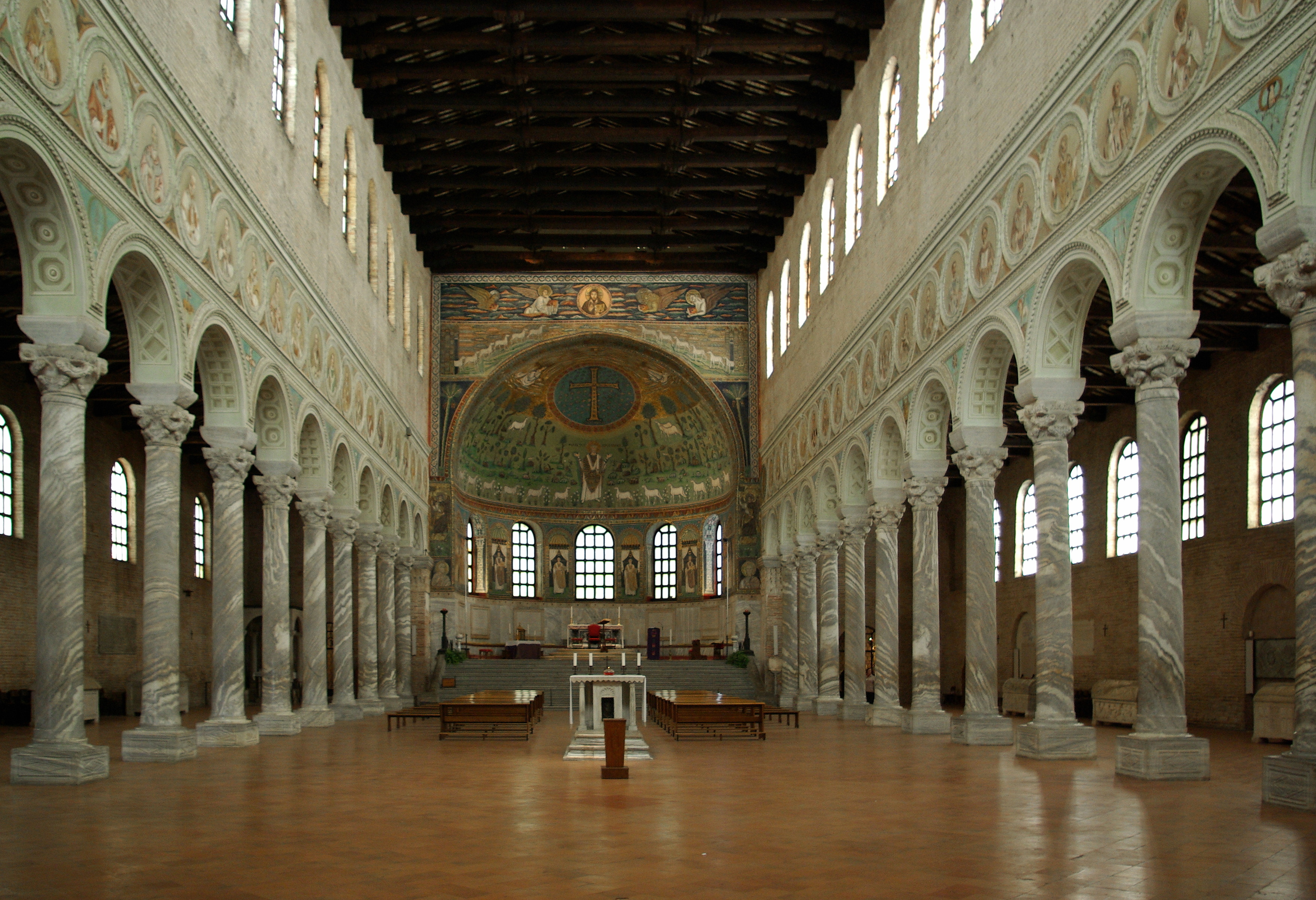
Bazilica Sant'Apollinare in Classe, secolul al VI-lea.

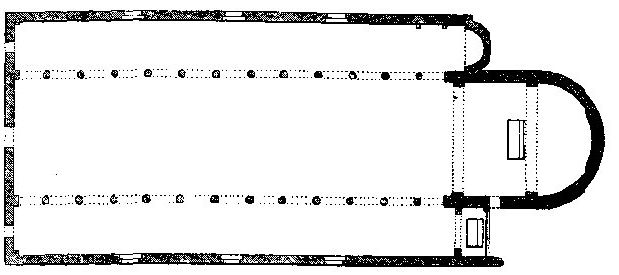
Bazilica Sant'Apollinare in Classe, fără transept.

În fața bisericii propriu-zise se află porticul, o transformare a vestibulului casei romane, adesea numit nartex; este de obicei susținut la exterior de coloane, iar pe partea cealaltă se sprijină pe zidul fațadei. În mijloc se afla impluvium-ul antic, numit cantharus de către latini și φιάλη / phiálê de către greci, uneori malluvium pentru spălarea mâinilor. Catehumenii stăteau acolo în timpul slujbei. Mai târziu, cei decedați erau înmormântați acolo, de unde și denumirea din franceză de parvis < Lat.paradisus, „paradis”.
Clădirile preconstantiniene par să fi avut o singură navă, cu o singură ușă pe fațadă și câte una pe fiecare parte, pentru intrarea bărbaților la sud și pentru intrarea femeilor la nord. Adesea, în bisericile cu mai multe nave, existau despărțiri între diferitele categorii de credincioși, realizate din piatră, lemn sau perdele. Găurile folosite pentru agățarea tijelor de perdele pot fi încă văzute în Santa Maria Maggiore.
Altarul ocupă absida. Orientat spre Răsărit, este mai jos decât cathedra, scaunul episcopului, ridicat astfel încât episcopul să poată vedea publicul (ἐπισκοπεῖν, episkopein). Cathedra era plasată și în absidă, în același loc cu tronul împăratului, al prefectului sau al judecătorului în bazilicile civile. Ea era orientată spre Răsărit.

### Exemple
- Biserica Santa Sabina din Roma
- Bazilica Santa Maria Maggiore
- Bazilica Sfântul Paul din afara Zidurilor
- Bazilica Sfântul Ioan din Lateran, transformată la Renaștere
- Vechea basilică Sf. Petru, demolată în secolul al XV-lea pentru a face loc noii biserici Sf. Petru, după proiectul lui Michelangelo, Bramante, Rafael etc.
- Prima Biserică a Sfinților Apostoli din Constantinopol, edificată sub Constantin, incendiată în 532[16]
- Biserica Archeiropoietos din Salonic
- Bazilica Sant'Apollinare Nuovo din Ravenna
- Basilica Sant'Apollinare in Classe din Ravenna
- Mănăstirea Sfântul Ioan Botezătorul a lui Studius, edificată prin 454, transformată în moschee în 1486[17]
- Biserica Sfânta Agata din Kleinblittersdorf, Saarland (Germania)

## Nava bazilicală în arhitectura romanică și gotică
În timpul marilor perioade ale arhitecturii medievale, Arhitectura romanică și Ahitectura gotică, transepteul a fost îndepărtat ușor de absidă, astfel încât aceasta din urmă, prin unirea cu o porțiune astfel desprinsă din navă, a format un cor. La sol, crucea este adesea ascunsă de un rând de capele, ca în Catedrala Notre-Dame din Paris, dar nava centrală și transeptul formează o cruce latină clar marcată. Uneori, au fost construite biserici cu o structură de bazilică, dar fără transept, cum ar fi catedrala Saint-Étienne de Bourges sau Sfânta Maria din Lübeck.

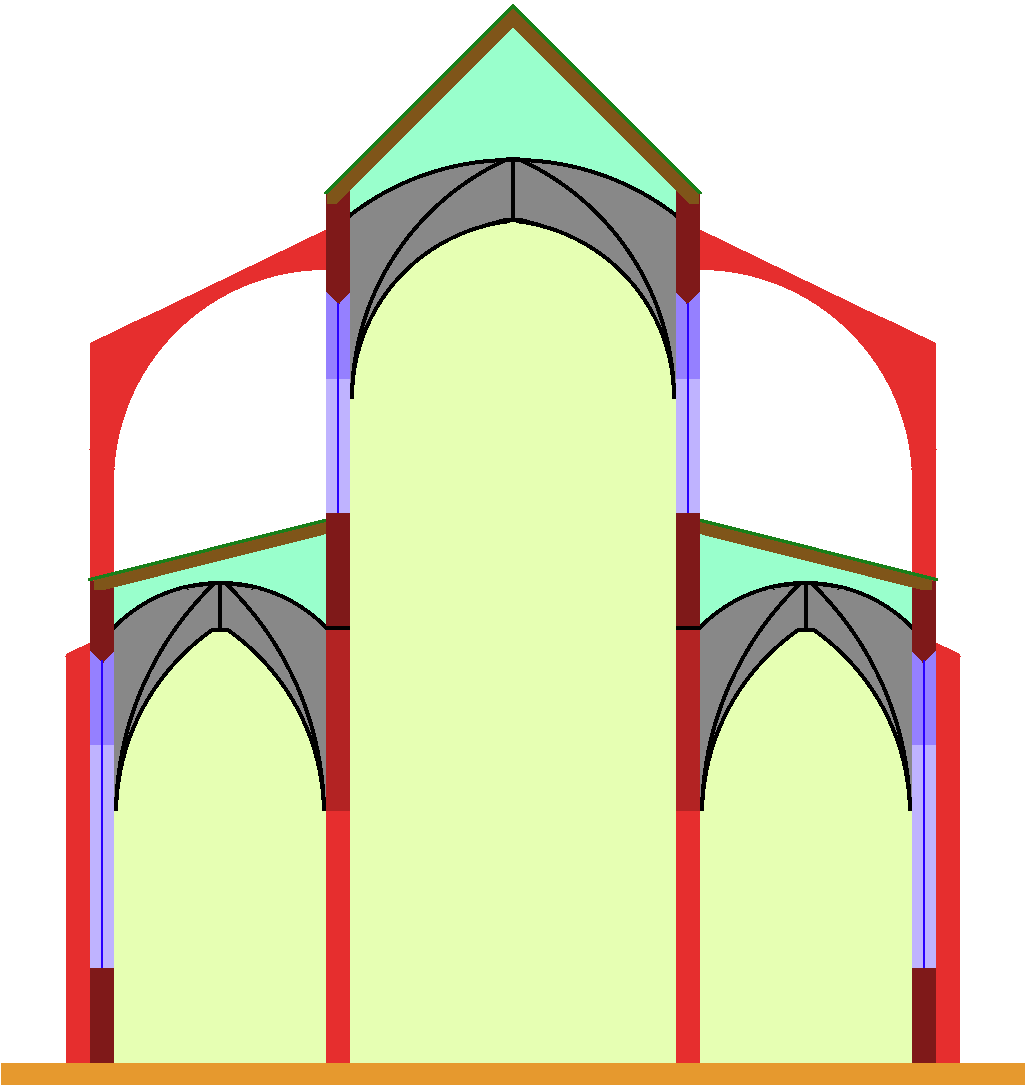
Schema secțiunii transversale a unei bazilici gotice: ca și în bazilicile creștine timpurii, nava centrală este mult mai înaltă decât navele colaterale, paralele, permițând ca aceasta să fie luminată de un cleristoriu de ferestre înalte.
Basilica Sfântul Sernin din Toulouse, plan cruciform.
Basilica Sfântul Sernin din Toulouse, structură basilicală (colaterale exterioare) și hală eșalonată (colaterale interioare – Bolțile galeriilor surmontează bazele bolții din nava centrală.)

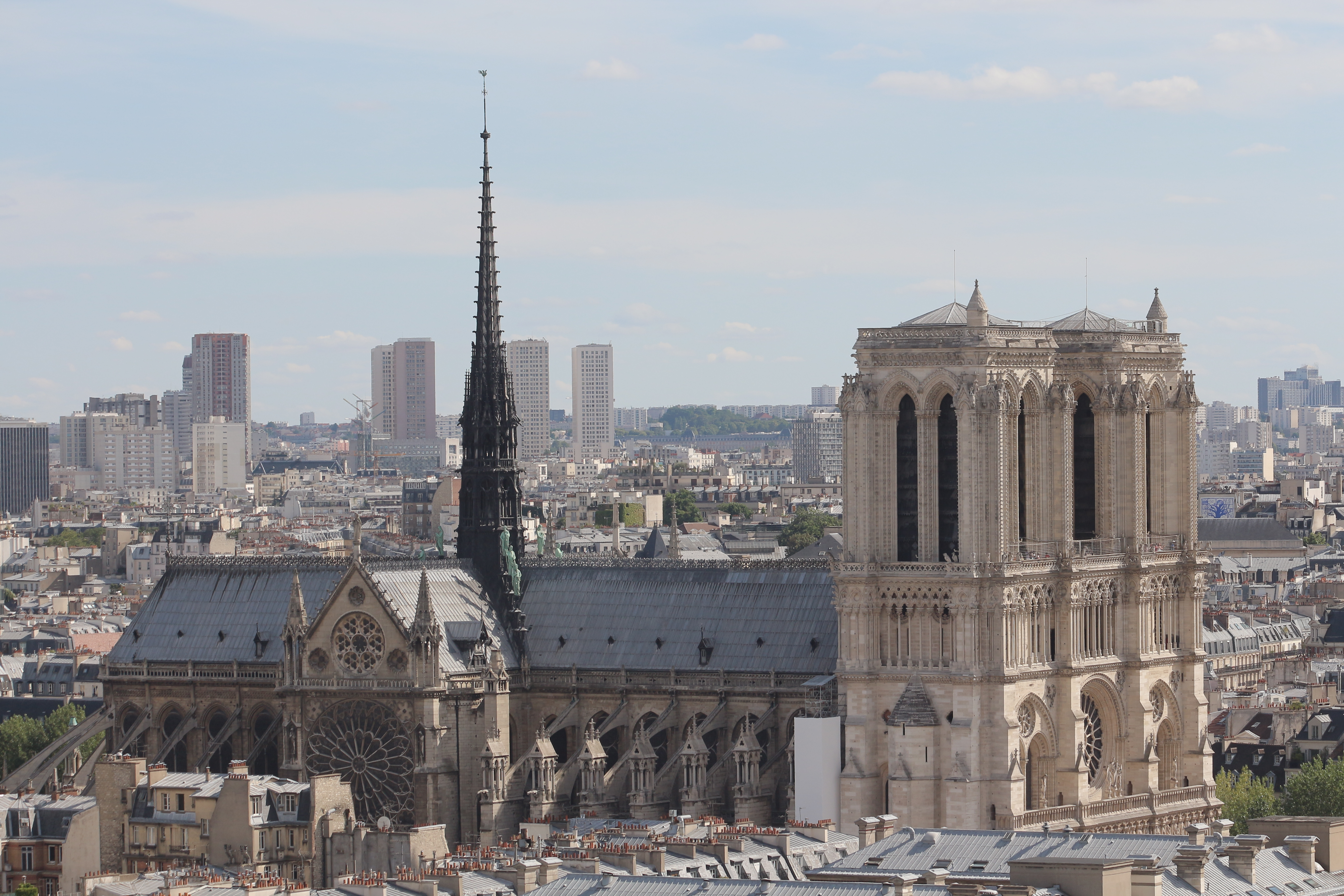
Notre-Dame din Paris, nava centrală și transeptul formează o cruce.
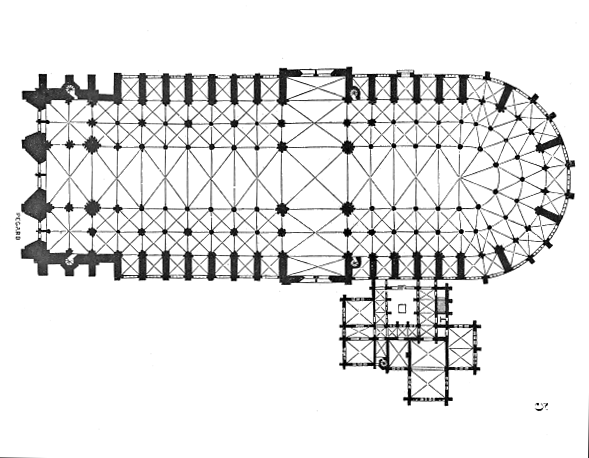
Notre-Dame din Paris, planul la sol.
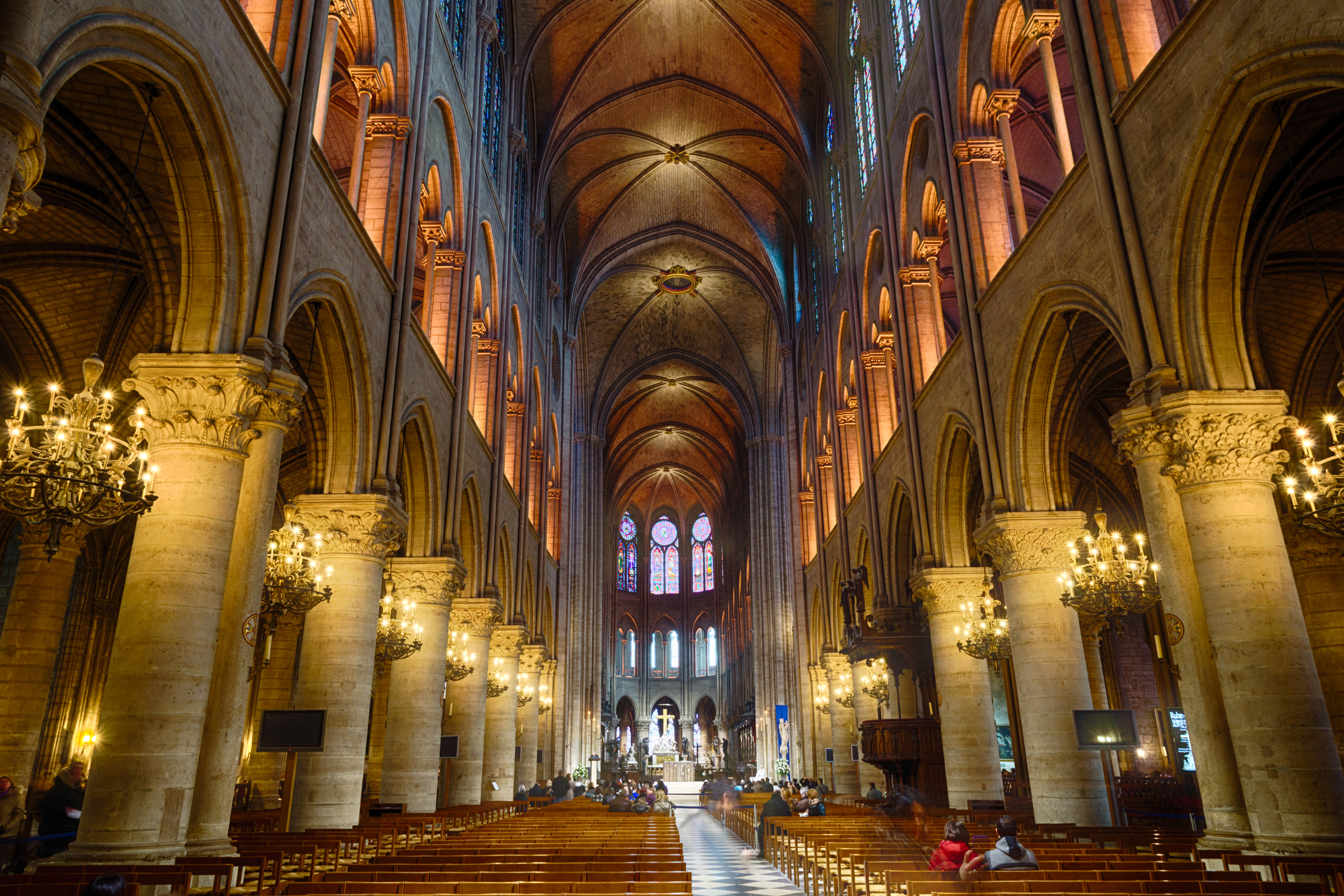
Notre-Dame din Paris, structura bazilicală a navei.

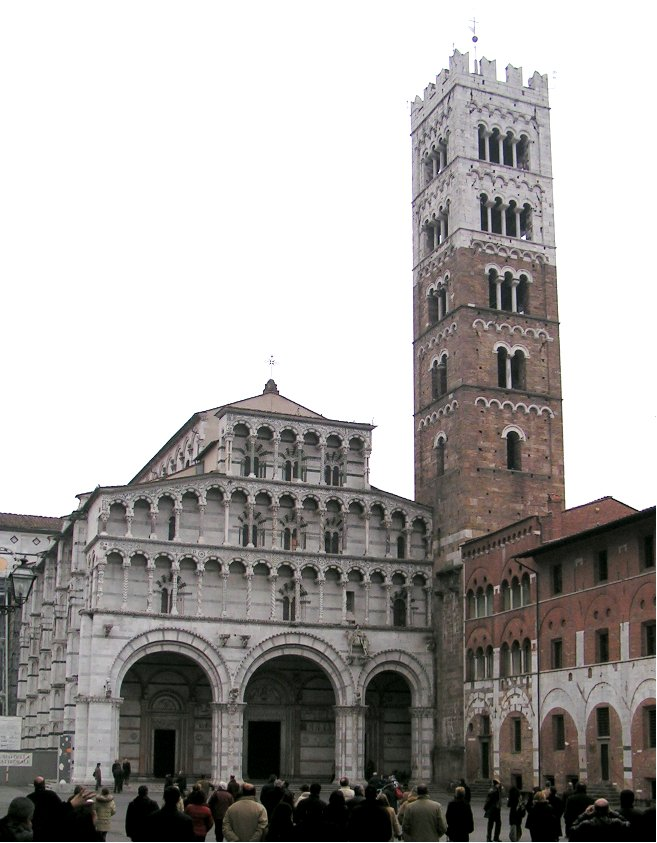
Catedrala din Lucca
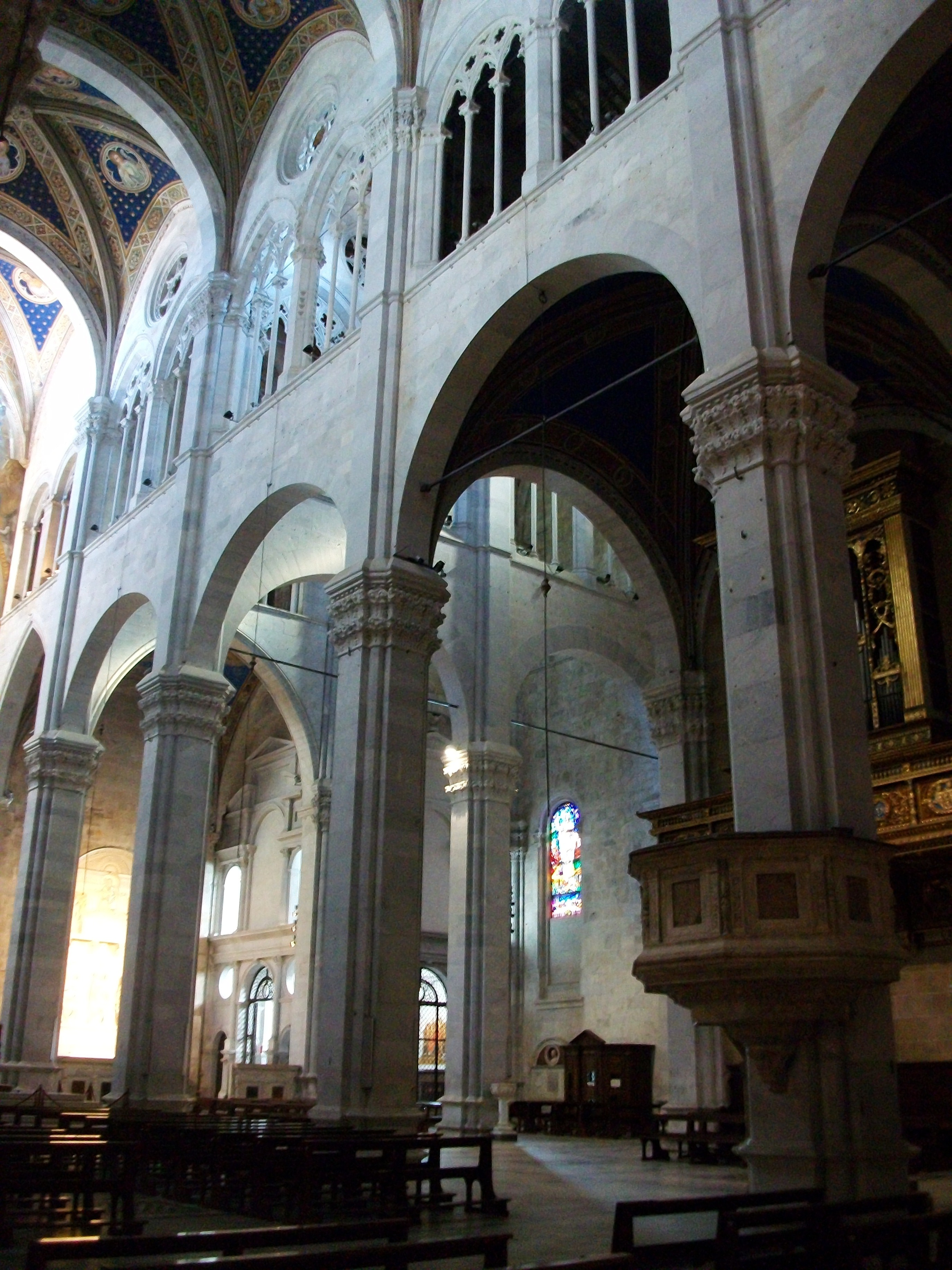
Structura bazilicala a catedralei din Lucca
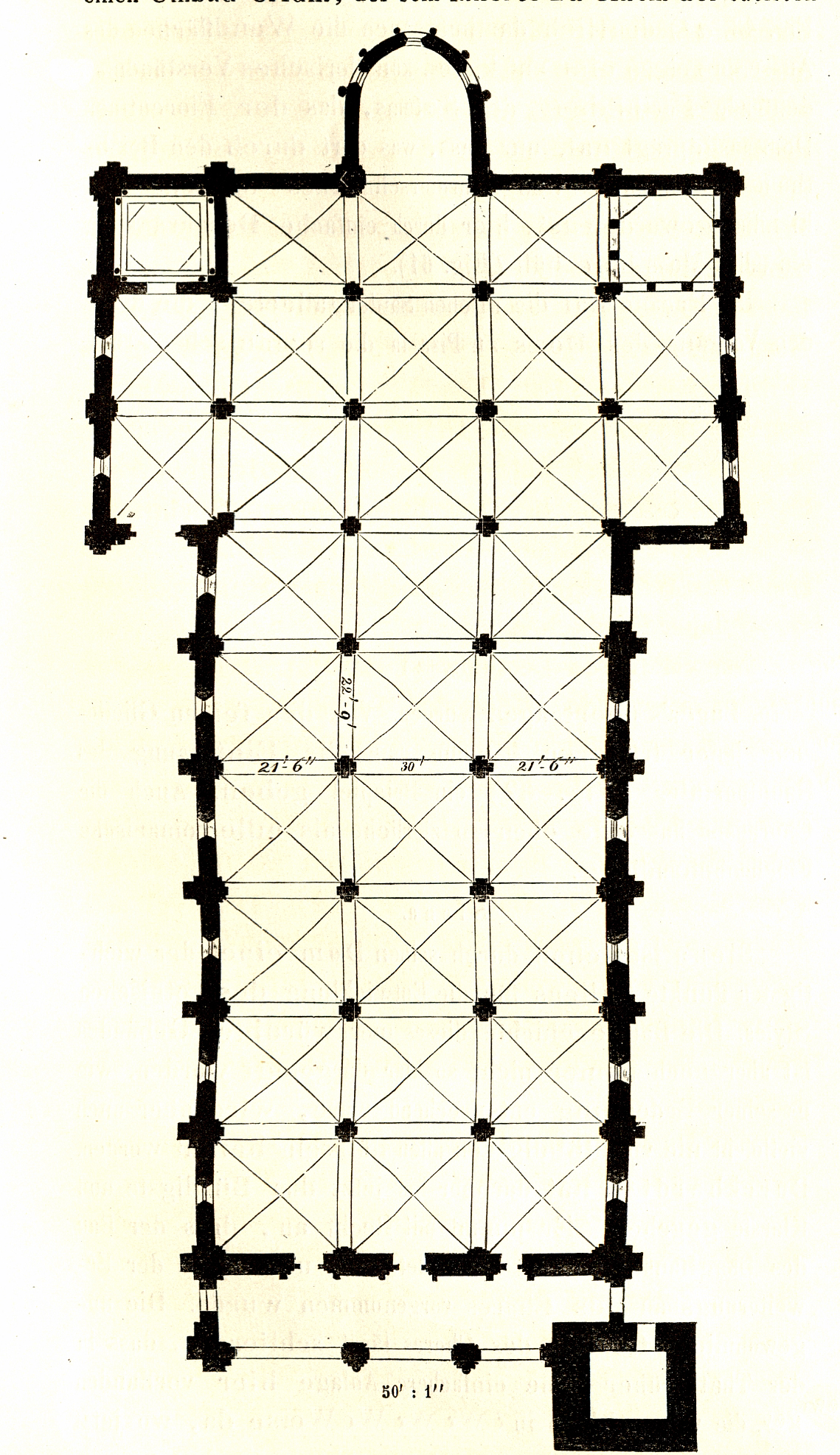
Lărgimi egale ale tuturor navelor bazilicii
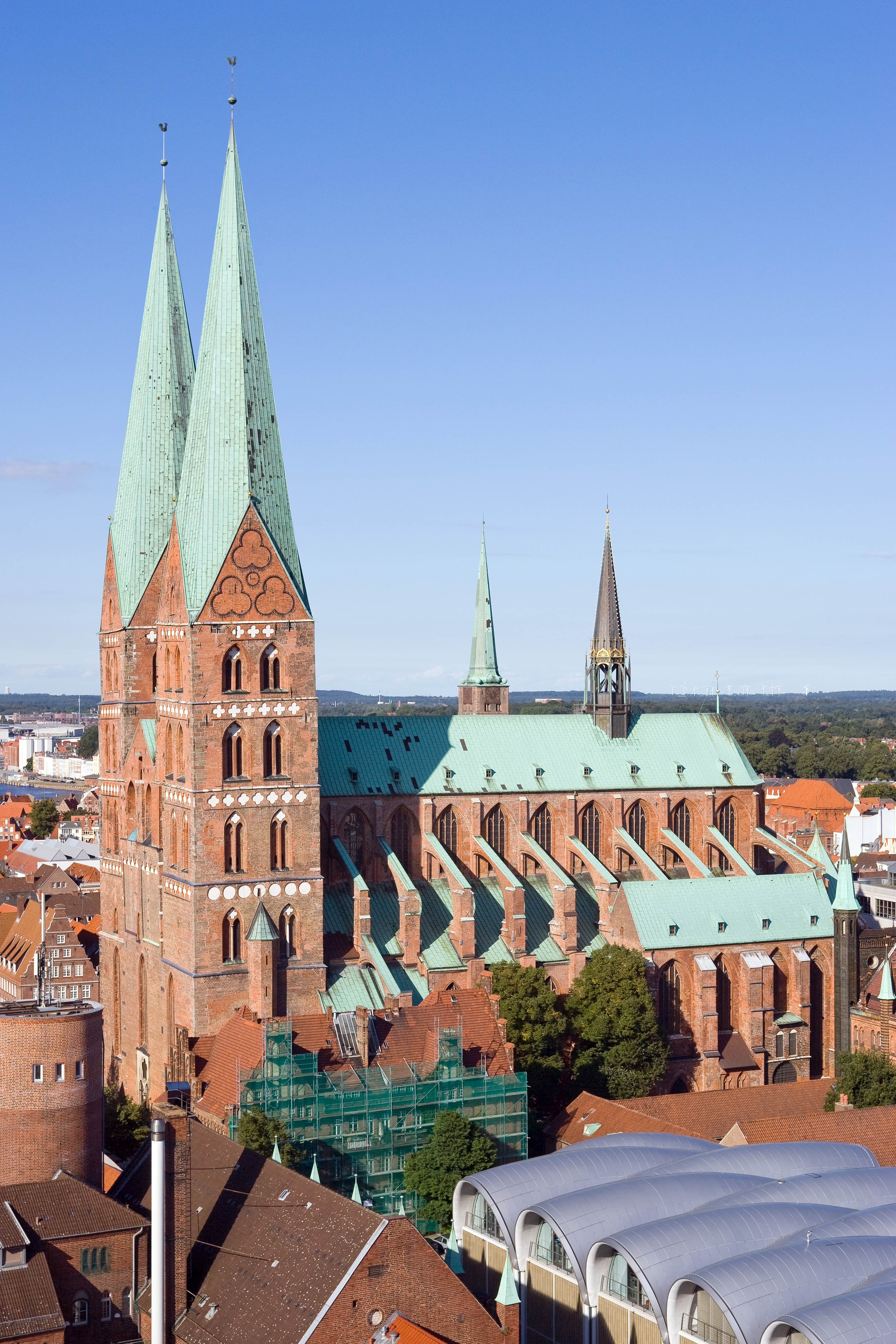
Sfânta Maria din Lübeck
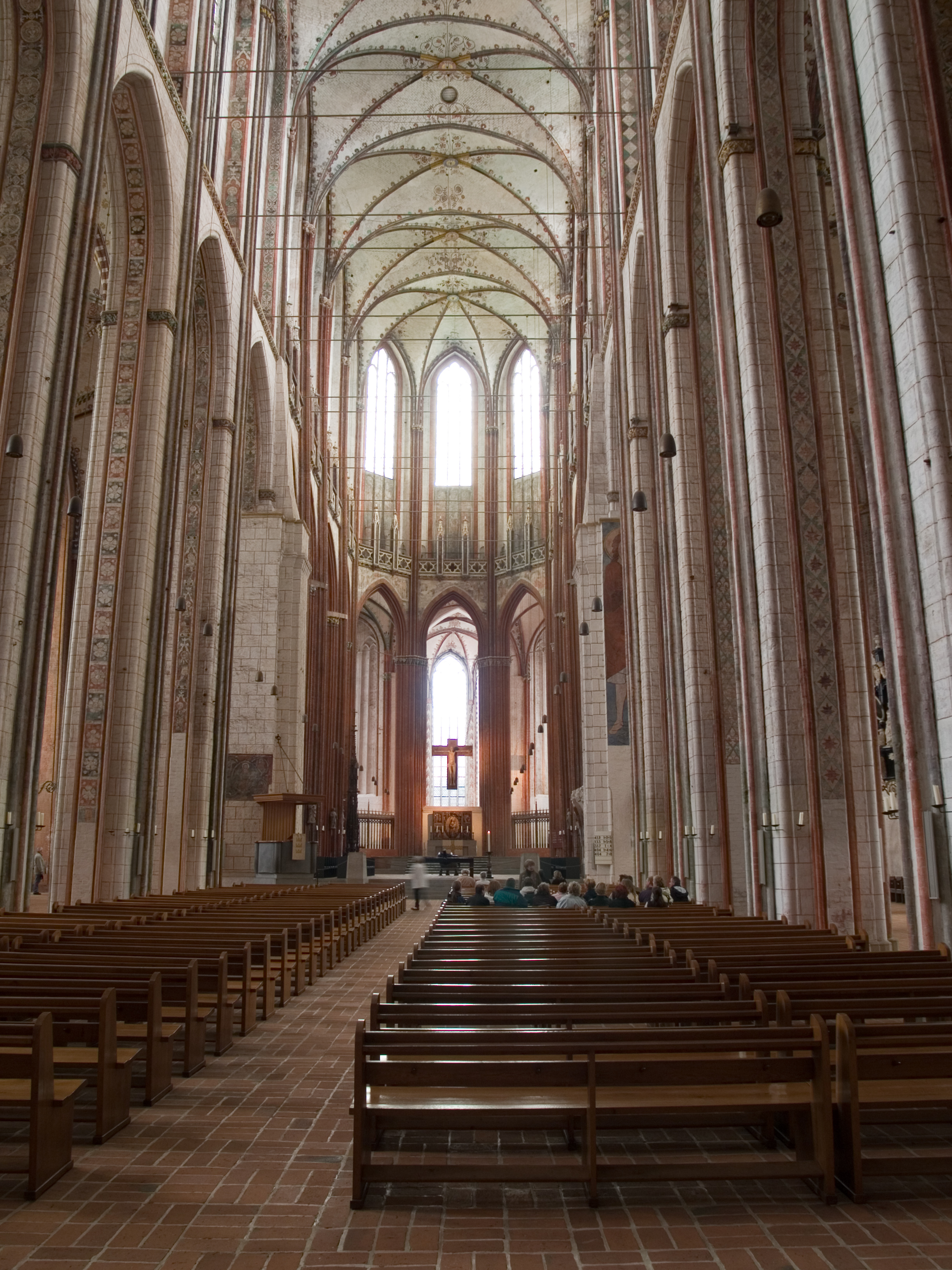
structura bazilicală
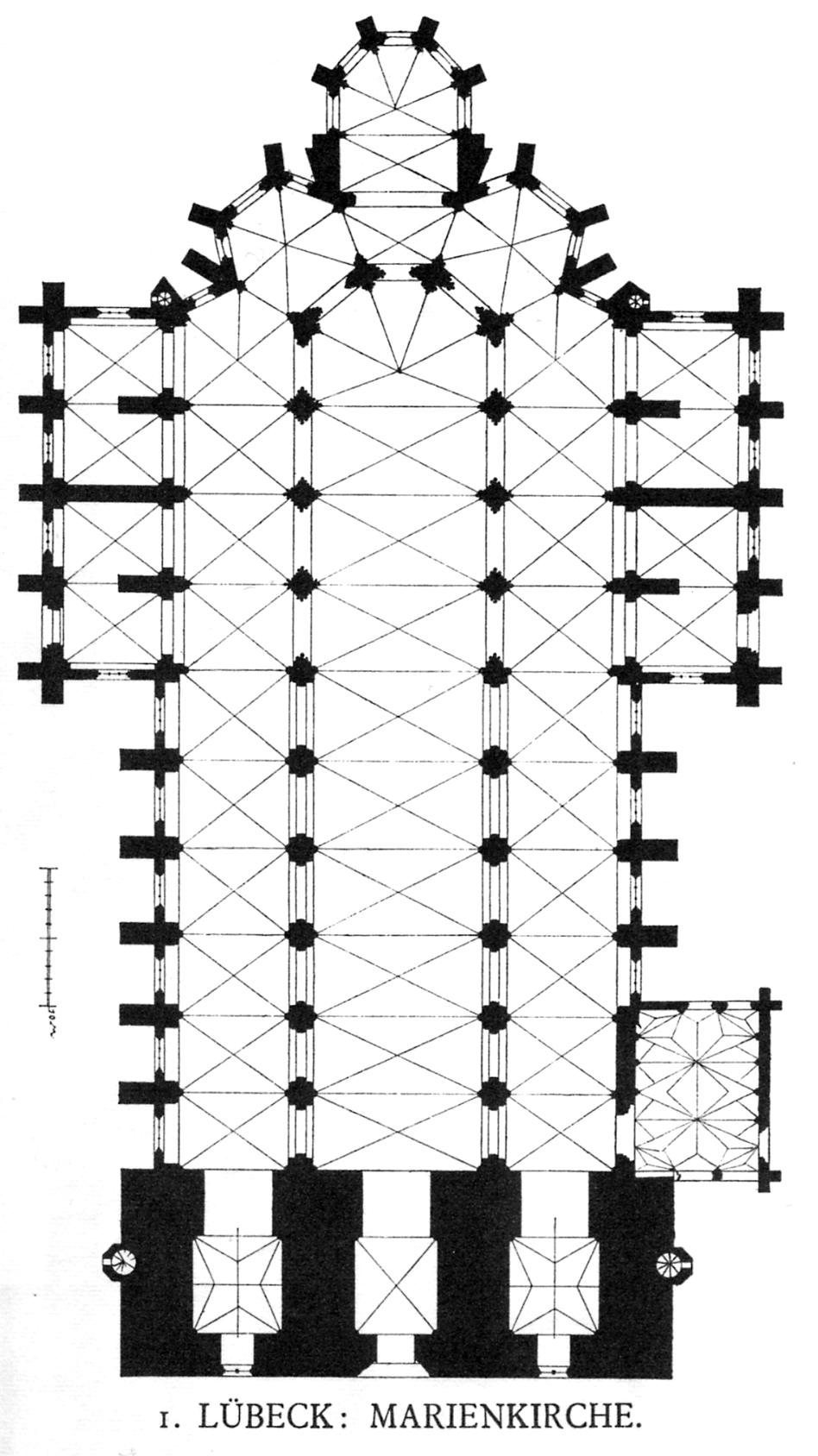
Contur cruciform fără transept
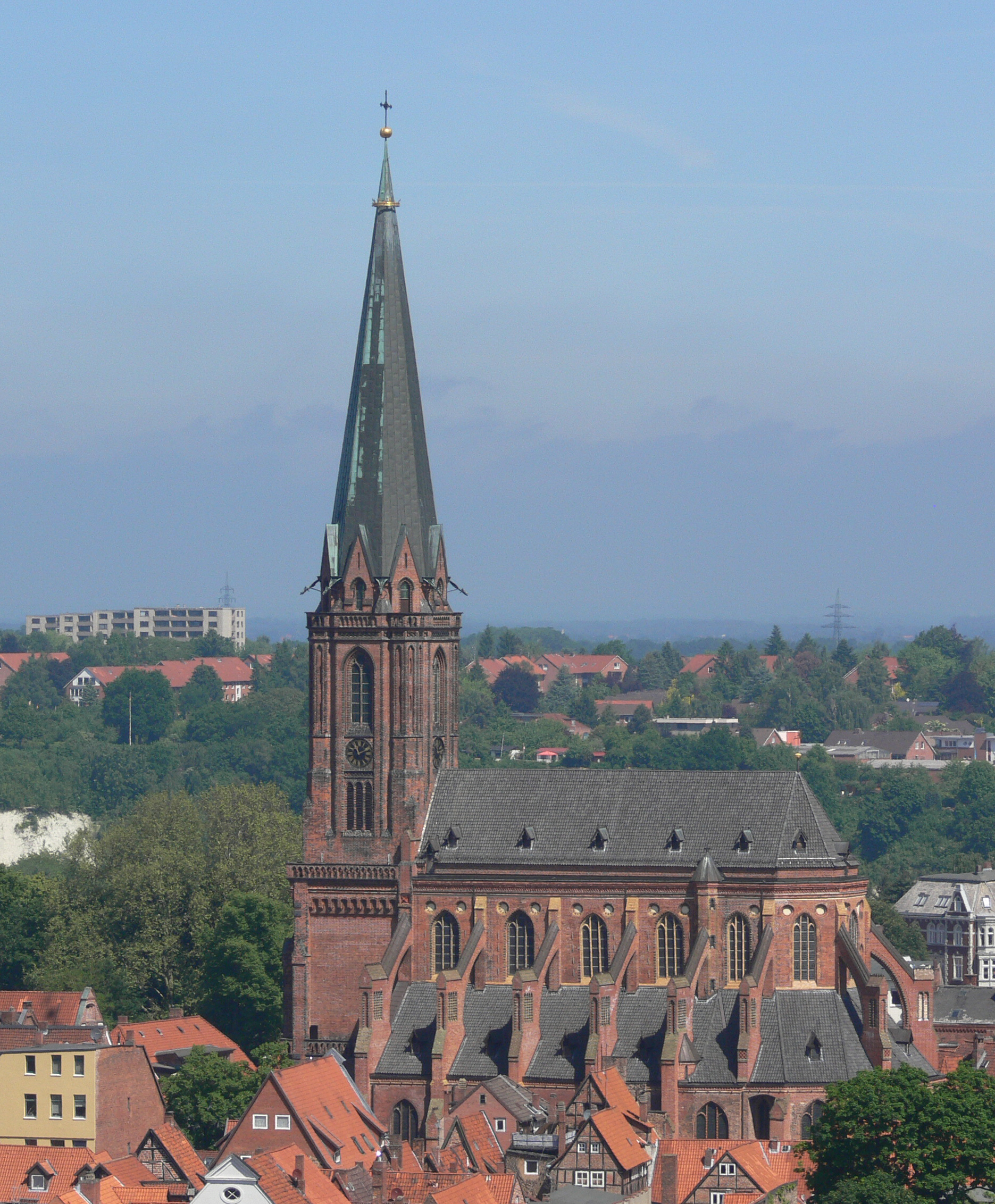
Bazilica Sfântul Nicolae din Lüneburg
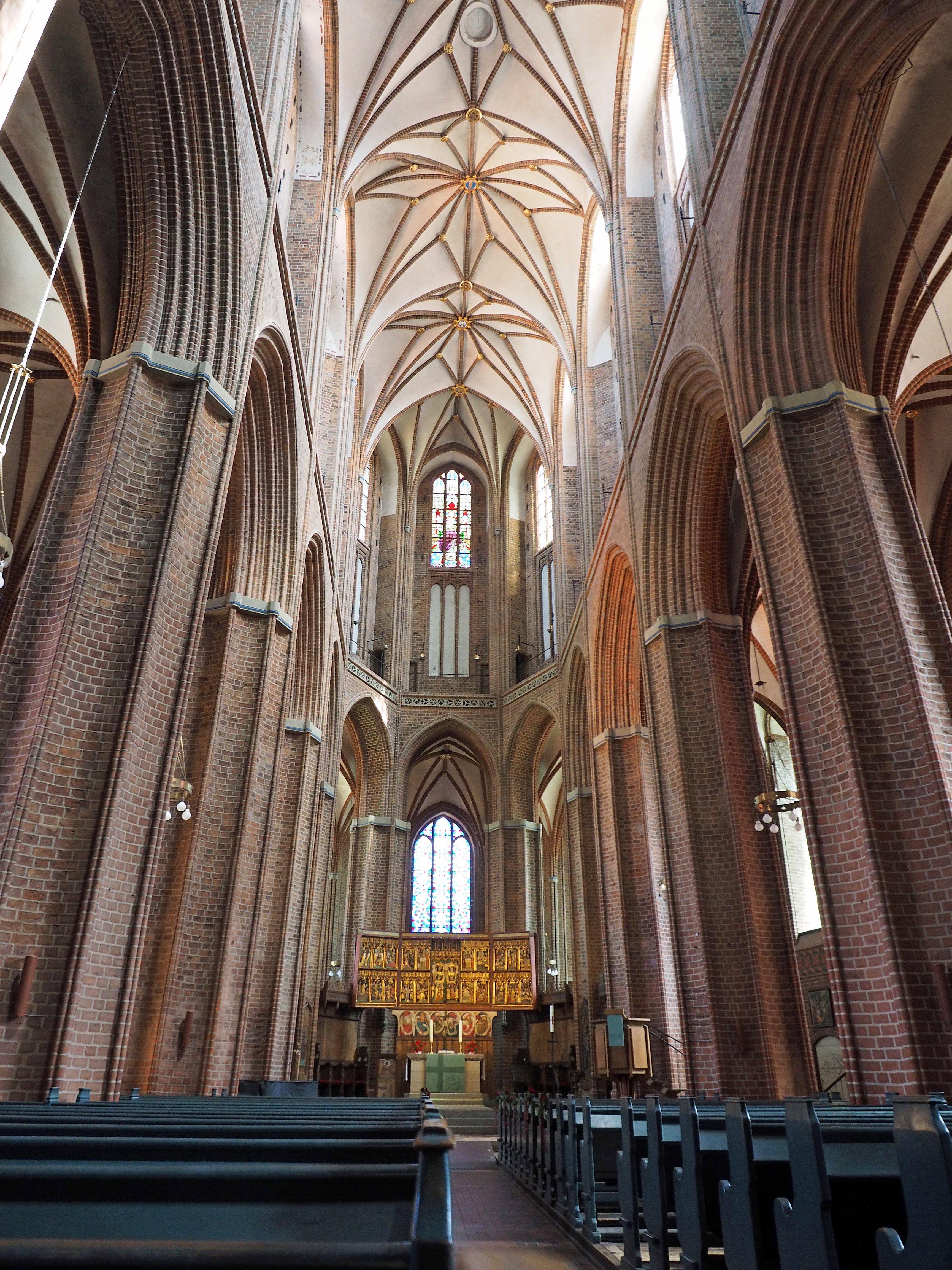
Structura basilicală a bazilicii Sf. Nicolae din Lüneburg
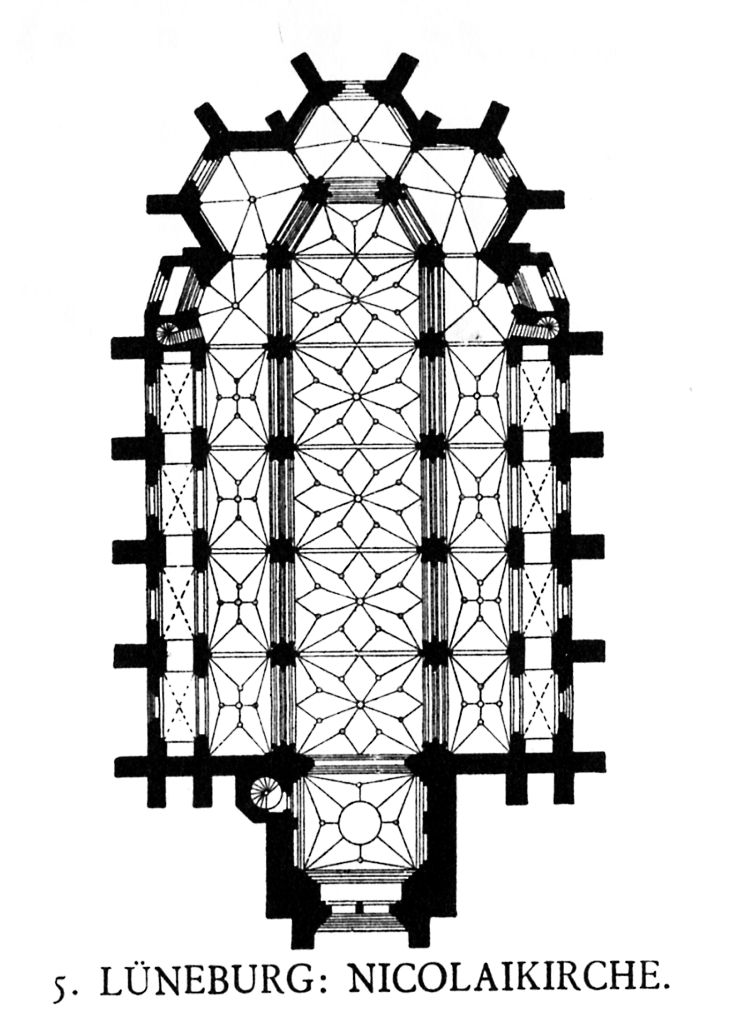
Fără transept

## Epoca industrială

### Bazilici cu cleristoriu din secolele al XIX-lea și al XX-lea
- Biserica Sfântul Eugen Endoume din Marsilia, ridicată în 1842[18].
- Biserica Sfânta Marta des Quatre-Chemins din Pantin, edificată în 1876[19].
- Biserica Sfântul Bartolomeu din Kraiburg am Inn, 1893, neoromanică[20].
- Templul Sfântul Oscar din Bremen, 1955-1957 (de.wiki despre biserica medievală și biserica modernă).

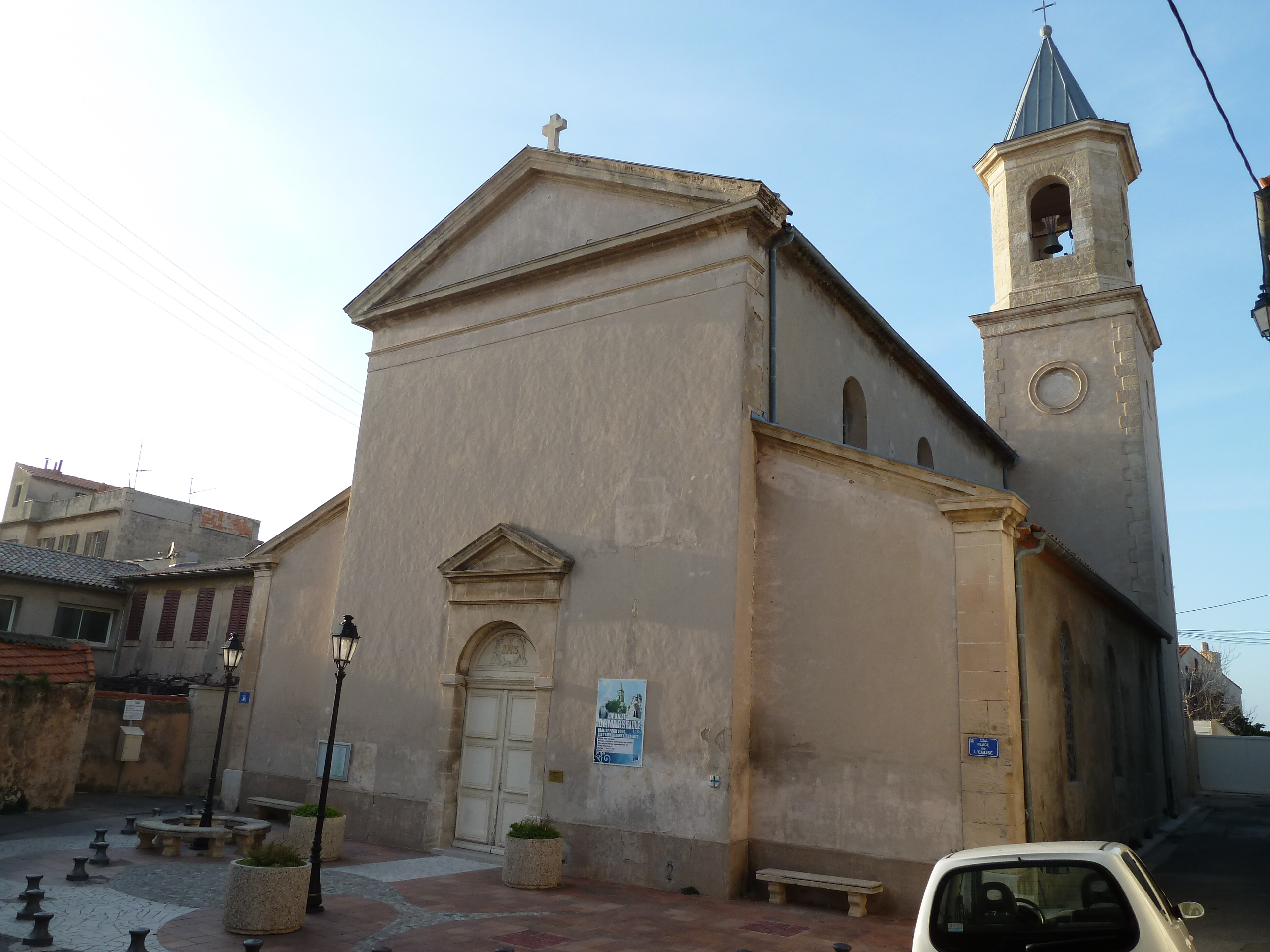
Sfântul Eugen Endoume din Marsilia, Franța.
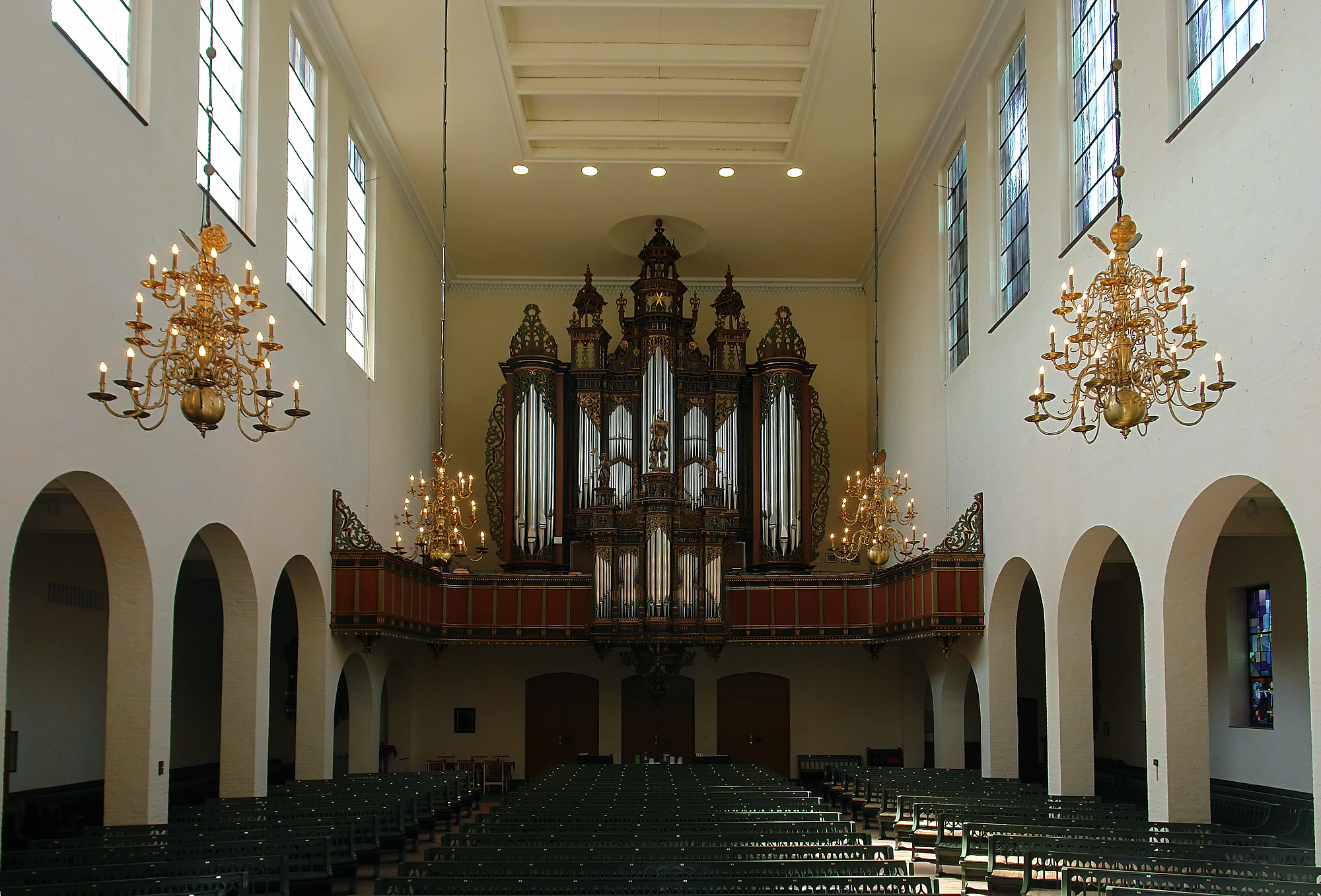
Templul Sfântul Oscar din Bremen.
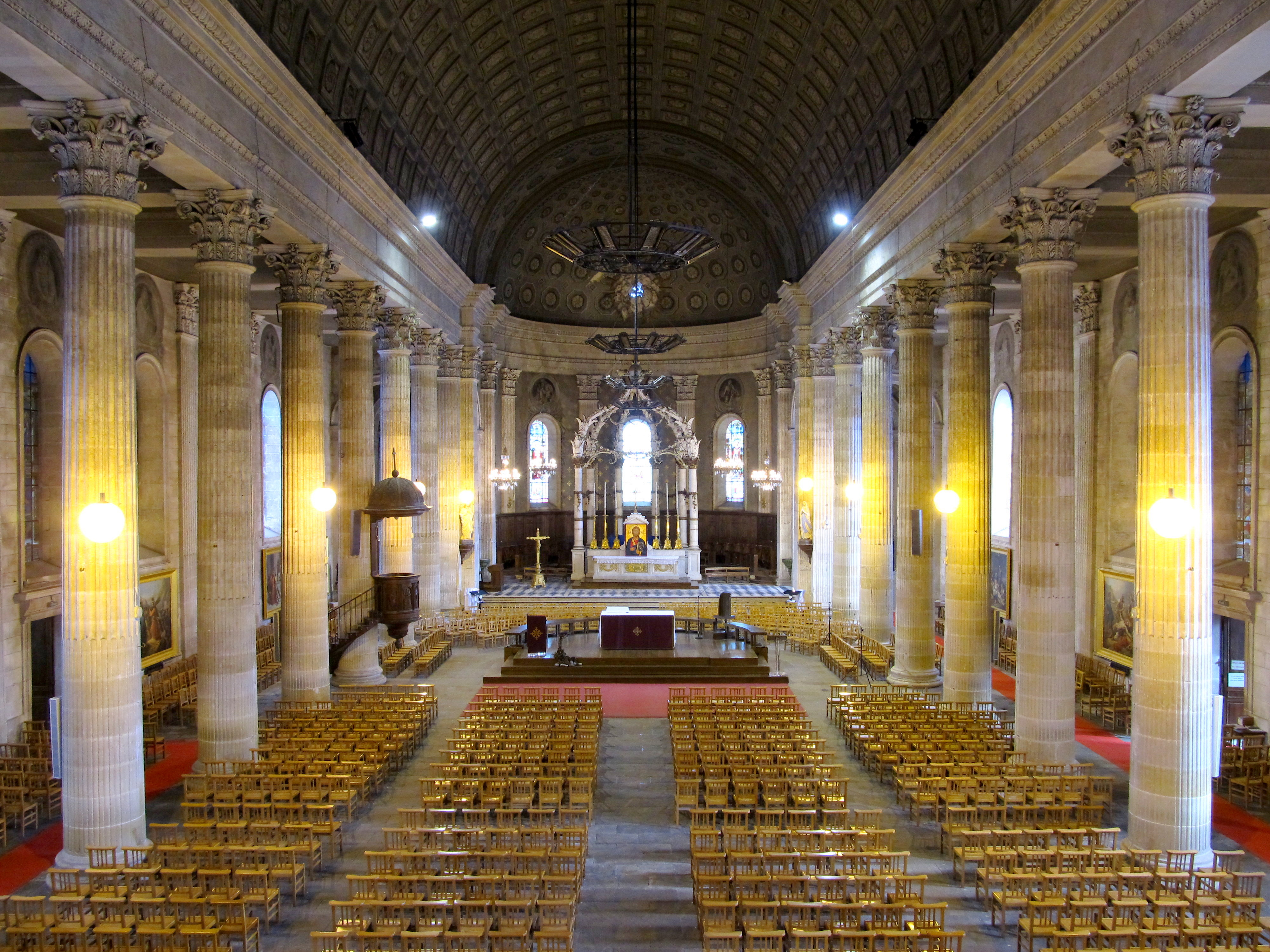
Biserica Saint-Louis de La Roche-sur-Yon, pseudobazilică.

### Pseudobazilici din secolul al XIX-lea
- Deși are un plan dreptunghiular strict bazilical (cele două capele laterale nu sunt legate de navă printr-un transept sau transept fals)[21], biserica Saint-Louis de La Roche-sur-Yon, construită între 1812 și 1830, este o pseudobazilică, deoarece nu are cleristoriu.[22]